# 有田オレンジユースホステル
有田オレンジユースホステル（ありだオレンジユースホステル）は日本ユースホステル協会に加盟している和歌山県湯浅町のユースホステル。

## アクセス
- 紀勢本線湯浅駅下車 タクシー（5分）が便利。バス本数少し。 徒歩2分。湯浅駅から2km徒歩30分